# Liste der Stolpersteine im Ústecký kraj

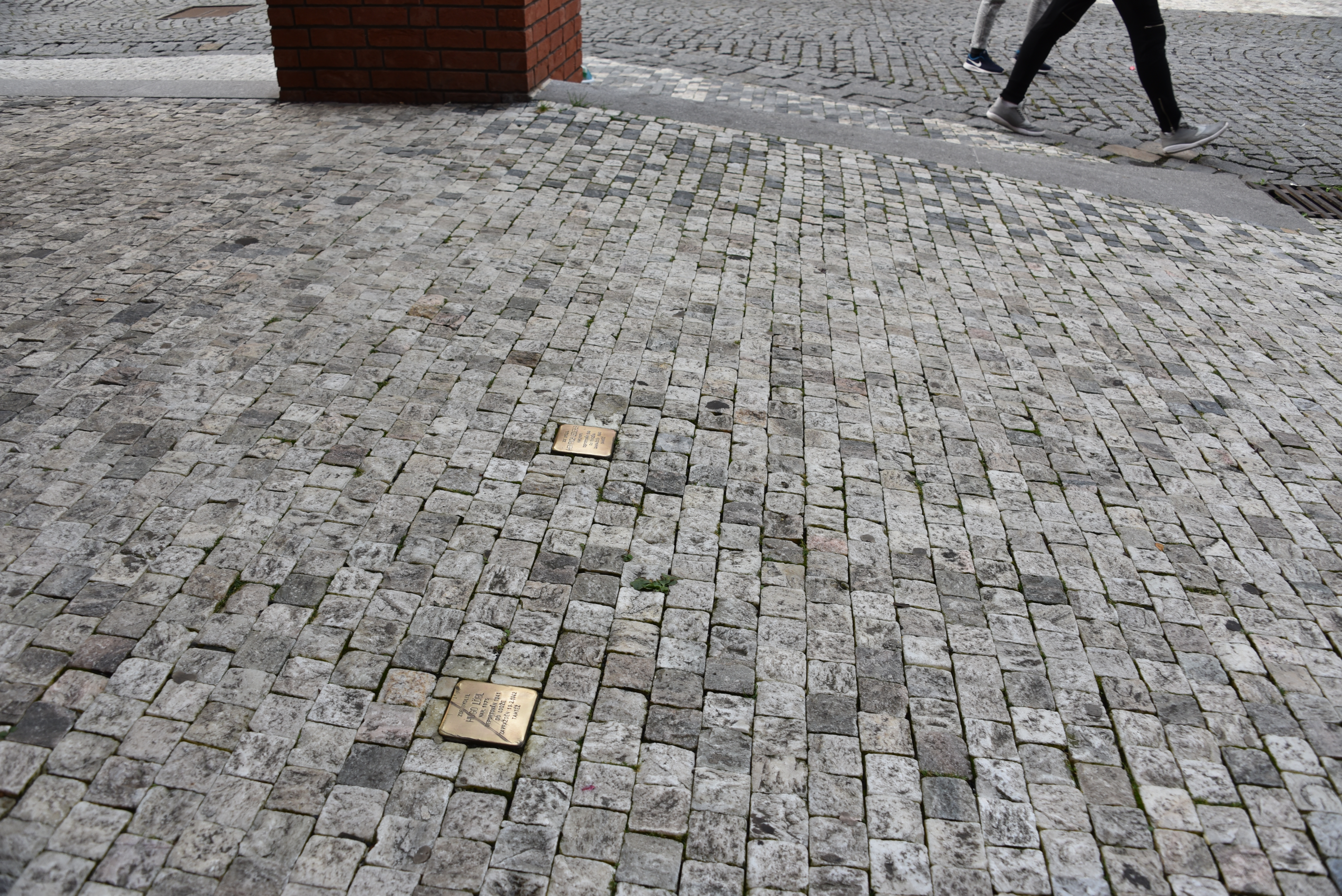
Stolpersteine for Hugo Löbl and Heinrich Lederer in Teplice

Die Liste der Stolpersteine im Ústecký kraj enthält die Stolpersteine in der tschechischen Region Ústecký kraj (deutsch: Aussiger Region). Stolpersteine erinnern an das Schicksal der Menschen, welche von den Nationalsozialisten in Tschechien ermordet, deportiert, vertrieben oder in den Suizid getrieben wurden. Die Stolpersteine wurden von Gunter Demnig verlegt.
Das tschechische Stolpersteinprojekt Stolpersteine.cz wurde 2008 durch die Česká unie židovské mládeže (Tschechische Union jüdischer Jugend) ins Leben gerufen und stand unter der Schirmherrschaft des Prager Bürgermeisters. Die Stolpersteine liegen vor dem letzten selbstgewählten Wohnort des Opfers. Die Stolpersteine werden auf Tschechisch ebenfalls stolpersteine genannt, alternativ auch kameny zmizelých (Steine der Verschwundenen).
Die Tabellen sind teilweise sortierbar; die Grundsortierung erfolgt alphabetisch nach dem Familiennamen.

## Děčín
In der Stadt Děčín wurde folgender Stolperstein verlegt:
| Bild | Inschrift                                                                                   | Standort                  | Name, Leben |
| ---- | ------------------------------------------------------------------------------------------- | ------------------------- | --- |
|      | HIER WOHNTE VILHELMINA 'MINNA' PÄCHTER GEB. STEIN GEB. 1872 ERMORDET 1944 IN THERESIENSTADT | Děčín, Thomayerova 25/3 · | Vilhelmina Pächter geb. Stein wurde am 16. Juli 1872 in Hluboká nad Vltavou geboren. Sie war die sechste und jüngste Tochter des Gerbers Heinrich Stein. Sie besuchte ein Lehrerseminar in Prag und studierte Kunst und Literatur. Um 1900 heiratete sie Adolf Pächter, einen älteren Witwer mit sechs Kindern. Das Paar hatte zwei gemeinsame Kinder: Heinz (geboren 1904) und Anna Wilma (geboren 1907). Sie kümmerte sich aber auch um Adolfs andere Kinder. Ihr Ehemann war Inhaber einer Knopf-Fabrik und ermöglichte den Bau einer Synagoge. 1915 starb Adolf Pächter an einer Lungenentzündung. Vilhelmina wurde Kunsthändlerin und finanzierte so das Leben für sich und die Kinder. Ihre Tochter studierte Kunstgeschichte, heiratete 1930 den Anwalt George Stern und hatte mit diesem einen Sohn Peter. Vilhelmina Pächter lebte bei ihnen. Ihr Sohn Heinz heiratete Dorothea Schipfer, wurde Zionist und emigrierte nach Palästina. Nach der Besetzung des Sudetenlands 1938, flohen die Mitglieder der Familien Stern und Pächter nach Prag. Von dort floh George Stern nach Palästina, im November 1939 folgten Anna Stern und ihr Sohn. Vilhelmina Pächter wurde am 16. Juli 1942 ins KZ Theresienstadt deportiert. Dort sammelte sie Rezepte, die in mehreren Sprachen publiziert wurden. Als sich ihr Gesundheitszustand 1943 verschlechterte, wurde sie von Liesel Reich, einer Enkelin ihres verstorbenen Mannes, die als Krankenschwester im Lager-Krankenhaus arbeitete, versorgt. Trotzdem starb sie am 25. September 1944. Ihr Enkelsohn David (Peter) Stern schrieb mehrere Texte über Vilhelmina Pächters Leben. |

## Teplice
Im Kurort Teplice wurden folgende Stolpersteine verlegt:
| Bild                                | Inschrift | Standort                                                         | Name, Leben |
| ----------------------------------- | --- | ---------------------------------------------------------------- | --- |
|                                     | HIER WOHNTE IRMA BLOCH GEB. 1886 DEPORTIERT 1942 NACH THERESIENSTADT ERMORDET 1943 IN AUSCHWITZ                 | Teplice, Masarykova třída 18/652 ·                               | Irma Bloch geb. Löwy wurde am 10. November 1886 in Teplice geboren. Ihre Eltern waren der Arzt Dr. Moritz Löwy und Flora, geborene Auerbach. Sie war mit dem Juristen Ludwig (Ludvík) Bloch verheiratet. Das Paar hatte einen Sohn und eine Tochter: Lilly (geboren 1913) und Herbert. Zuletzt lebte sie zusammen mit ihrem Ehemann in Prag in der Podskalská 40. Am 16. Juli 1942 wurde sie zusammen mit ihrem Ehemann von Prag mit dem Transport AAr ins KZ Theresienstadt deportiert, ihre Nummer auf dem Transport war die 74. Von hier wurde sie am 6. September 1943 zusammen mit ihrem Mann nach Auschwitz deportiert. Irma Blochová hat die Shoah nicht überlebt. Auch ihr Ehemann wurde in Auschwitz ermordet. Beide Kinder haben überlebt. Sohn Herbert war ab 1939 verheiratet mit Grete, geborene Justiz. Das Paar flüchtete nach Israel. Tochter Lilly wurde ebenfalls Juristin. Sie heiratete 1940 Erich Liban in Vyhne. Vom 1. Juli 1940 bis 29. August 1944 befand sie sich hier im Konzentrationslager. Beide konnten überleben und emigrierten in den 1950er Jahren nach Israel. |
|                                     | HIER WOHNTE LISBETH FELDSTEIN GEB. 1900 DEPORTIERT 1942 NACH THERESIENSTADT ERMORDET 1943 IN AUSCHWITZ          | Teplice, Masarykova třída 400/15 ·                               | Lisbeth Feldstein geb. Stein, tschechisch Alžběta Feldsteinová, wurde am 2. Mai 1900 in Teplice geboren. Ihre Eltern waren Dr. Emil Stein und Margarete geb. Baum. Sie hatte zwei Schwestern. Sie war verheiratet mit dem Arzt Dr. Rudolf Feldstein. Das Paar hatte einen Sohn. Zuletzt lebte das Ehepaar in Prag in der V Šáreckém údolí 528. Lisbeth Feldstein wurde am 20. November 1942 zusammen mit ihrem Ehemann mit dem Transport CC (ihre Nummer auf dem Transport lautete 258) von Prag ins KZ Theresienstadt deportiert. Von dort wurden sie und ihr Mann am 20. Januar 1943 mit dem Transport Cq (ihre Nummer auf diesem Transport lautete 1045) nach Auschwitz deportiert. Lisbeth Feldstein und ihr Mann haben die Shoah nicht überlebt. Ihre Mutter Margarete und ihre Schwester Klementina, verh. Stern, wurden ebenfalls während der Shoah ermordet. Ihre Schwester Marianne Norton konnte nach England flüchten. |
| Bild fehlt                          | HIER WOHNTE DR. MED. VIKTOR HAHN GEB. 1891 DEPORTIERT 1941 NACH THERESIENSTADT ERMORDET 25.10.1944 IN AUSCHWITZ | Teplice, Masarykova trida 1595/54                                | Viktor Hahn wurde am 19. Februar 1891 in Teplice geboren. Seine Eltern waren Robert und Auguste Hahn. Viktor Hahn war Gynäkologe und in erster Ehe mit Grete, geborene Riethof, verheiratet. Dieser Verbindung entstammte Heinz Lothar (geboren 1918). Viktor hahn lebte und arbeitete Viktor in Wien. Nach dem Ende des Ersten Weltkrieges kehrte er mit seiner Familie nach Teplice zurück. Nach seiner Scheidung 1929 heiratete Viktor erneut. Seine zweite Frau Katharina (verheiratete Bloch, geborene Bruml) hatte aus ihrer ersten Ehe zwei Töchter. Um 1938 zog die Familie nach Brünn. Sein Sohn Heinz emigrierte 1938 nach England. Auch Viktor und Katerina bereiteten sich mit Englisch-Kursen auf eine Emigration vor, sie wollten über England in die USA auswandern. Von Verwandten in den USA hatten sie schon Affidavits für sich und die zwei Töchter erhalten. Einen Monat später zog Viktor mit seiner Familie nach Prag in die Pod Klaudiánkou 303. Später musste die Familie die Wohnung verlassen und ein Zimmer in einer „Judenwohnung“ in der Parizska beziehen. Am 11. Dezember mussten sich Viktor, seine Frau und die zwei Stieftöchter zu einem Sammelplatz (Veletržní palác) begeben, von hier wurden sie am 14. Dezember 1941 mit dem Transport M (Viktors Nummer auf dem Transport lautete 565) von Prag ins KZ Theresienstadt deportiert. Viktor Hahn praktizierte als Arzt in Theresienstadt. Auf Grund dessen war es ihm möglich, seine Familie in seine Baracke zu holen. Des Weiteren war er auf einer Schutzliste und auch die Familie war für kurze Zeit geschützt. Nachdem Viktor sich unerlaubt eine Schleuse anschaute, wurden er und Katerina auf eine Transportliste gesetzt. Am 23. Oktober 1944 wurde die Familie (die Stieftöchter hatten sich freiwillig für den Transport gemeldet) mit dem Transport Et (Viktors Nummer auf dem Transport lautete 1183) nach Auschwitz deportiert. Dr. Viktor Hahn wurde am Tag der Ankunft in Auschwitz erschossen. Auch seine Frau hat Auschwitz nicht überlebt, sie starb kurze Zeit nach der Ankunft an Ruhr. Sein Sohn Heinz überlebte, heiratete und wurde Vater. Er starb 1997. |
| Bild fehlt                          | HIER WOHNTE KATEŘINA HAHNOVÁ GEB. 1894 DEPORTIERT 1941 NACH THERESIENSTADT ERMORDET 10.11.1944 IN AUSCHWITZ     | Teplice, Masarykova trida 1595/54                                | Katerina Hahnová geb. Bruml wurde am 8. November 1894 in Duchcov geboren. Ihre Eltern waren der Textilhändler Adolf und Ida Bruml. Nach der Grundschule besuchte sie ein Mädcheninternat in Dresden. Katerina heiratete 1915 in erster Ehe den Porzellanfabrikanten Artur Bloch. Das Paar hatte zwei Töchter: Hannerle (geboren 1916) und Marietta (geboren 1921). 1929 wurde die Ehe geschieden. Tochter Hannerle verblieb bei der Mutter, Marietta lebte beim Vater. Katerina heiratete kurz nach ihrer Scheidung den Gynäkologen Viktor Hahn. Die Familie zog nach Brünn, hier wohnte ab Oktober 1938 auch Tochter Marietta wieder bei ihrer Mutter. Katerinas Tochter Hannerl arbeitete in einem Kinderkrankenhaus. Später zog Familie Hahn nach Prag in die Pod Klaudiánkou 303. Die Familie musste später die Wohnung verlassen und ein Zimmer in einer „Judenwohnung“ in der Parizska beziehen. Am 11. Dezember mussten sich Katerina, ihre Töchter und ihr Mann zu einem Sammelplatz (Veletržní palác) begeben. Von hier wurden sie am 14. Dezember 1941 mit dem Transport M (Katerinas Nummer auf dem Transport lautete 566) von Prag ins KZ Theresienstadt deportiert. Am 23. Oktober 1944 wurde die Familie (die Töchter hatten sich freiwillig für den Transport gemeldet) mit dem Transport Et (Katerinas Nummer auf dem Transport lautete 1184) nach Auschwitz deportiert. Katerinas Ehemann wurde am Tag der Ankunft in Auschwitz erschossen. Katerina Hahnová starb kurze Zeit nach der Ankunft an Ruhr. Die Töchter überlebten die Shoah. Hannerl starb 1983. |
|                                     | HIER WOHNTE ADOLF KANN GEB. 1862 DEPORTIERT 1942 NACH TREBLINKA ERMORDET EBENDORT                               | Teplice, Krupská 22/37 ·                                         | Adolf Kann wurde am 6. Juni 1862 in Litvínov geboren. Seine Eltern waren Eduard und Julie Kann, geborene Löwy. Er war Kaufmann in Teplice und heiratete 1894 Frederika (Bedřiška), geborenen Freund. Das Paar hatte fünf Kindern: Grete (geboren 1896), Erwin (geboren 1898), Gertrud (geboren 1901), Edith (geboren 1905) und Herbert (geboren 1909). Vor der Deportation waren Adolf Kann und seine Frau in Prag in der Böhmova 1329 gemeldet. Am 20. Juli 1942 wurde er zusammen mit seiner Frau mit dem Transport AAs (seine Nummer auf dem Transport war die 48) von Prag nach Theresienstadt deportiert. Von hier wurde er am 22. Oktober 1942 zusammen mit seiner Frau mit dem Transport Bx (seine Nummer auf dem Transport war die 1872) ins Vernichtungslager Treblinka deportiert. Adolf Kann und seine Frau Bedřiška haben die Shoah nicht überlebt. Grete, verheiratete Schücková, wurde 1942 nach Theresienstadt und noch im selben Jahr nach Riga deportiert. Sie und ihr Ehemann haben nicht überlebt. Gertrud war mit dem Apotheker Robert Bermeiser verheiratet. Das Paar hatte eine Adoptivtochter, Eva (geboren 1936). Alle drei wurden 1941 nach Lodz deportiert und haben die Shoah nicht überlebt. |
|                                     | HIER WOHNTE BEDŘIŠKA KANNOVÁ GEB. 1870 DEPORTIERT 1942 NACH TREBLINKA ERMORDET EBENDORT                         | Teplice, Krupská 22/37 ·                                         | Bedřiška Kannová geb. Freund, deutsch Frederike Kann, wurde am 1. November 1870 in Lomnice geboren. Ihre Eltern waren Edmund Freund und Henriette, geborene Freundová. Sie war verheiratet mit Adolf Kann, einem Kaufmann. Das Paar hatte Das Paar hatte fünf Kindern: Grete (geboren 1896), Erwin (geboren 1898), Gertrud (geboren 1901), Edith (geboren 1905) und Herbert (geboren 1909). Vor der Deportation waren Bedřiška Kannová und ihr Mann in Prag in der Böhmova 1329 gemeldet. Am 20. Juli 1942 wurde sie zusammen mit ihrem Mann mit dem Transport AAs (ihre Nummer auf dem Transport war die 49) von Prag nach Theresienstadt deportiert. Von hier wurde sie am 22. Oktober 1942 zusammen mit ihrem Mann mit dem Transport Bx (ihre Nummer auf dem Transport war die 1873) ins Vernichtungslager Treblinka deportiert. Bedřiška Kannová und ihr Mann Adolf haben die Shoah nicht überlebt. Auch ihre Tochter Grete und deren Ehemann sowie ihre Tochter Gertrud und deren Familie haben die Shoah nicht überlebt. Grete, verheiratete Schücková, wurde 1942 nach Theresienstadt deportiert und noch im selben Jahr nach Riga. |
|                                     | HIER WOHNTE HEINRICH LEDERER GEB. 1875 DEPORTIERT 1942 NACH THERESIENSTADT ERMORDET 1943 EBENDORT               | Teplice, Krupská 346 · Einkaufszentrum Nákupní centrum Fontána · | Heinrich Lederer wurde am 23. Januar 1875 geboren. Er wurde am 27. November 1942 von Ústí nad Labem mit dem Transport XIX/3 (seine Nummer auf dem Transport lautete 114) nach Theresienstadt deportiert. Hier wurde Heinrich Lederer am 19. Dezember 1943 ermordet. |
|                                     | HIER WOHNTE HUGO LÖBL GEB. 1875 DEPORTIERT 1941 NACH ŁÓDŹ ERMORDET 19.2.1942 EBENDORT                           | Teplice, Krupská 346 · Einkaufszentrum Nákupní centrum Fontána · | Hugo Löbl wurde am 16. Juli 1875 geboren. Er war verheiratet mit Alice geb. Spitzová. Hugo Löbl war Inhaber einer Papierhandlung in Teplice. Hugo und seine Frau lebten zuletzt in Prag in der Radhošťská 3. Am 21. Oktober 1941 wurden er und seine Frau ins Ghetto Litzmannstadt deportiert. Hier wurde Hugo Löbl am 29. Februar 1942 ermordet. Auch Alice Löblová hat die Shoah nicht überlebt. |
| Stolperstein wurde 2014/15 entfernt | HIER WOHNTE RUDOLF PERUTZ GEB. 1882 DEPORTIERT 1942 NACH THERESIENSTADT ERMORDET IN AUSCHWITZ                   | Teplice, U Císarských lázní 368 ursprüngliche Verlegeadresse     | Rudolf Perutz wurde am 17. Juni 1882 in Ústí nad Labem geboren. Er war Bankier und verheiratet mit Anna, geborene Blumberg. Das Paar hatte drei Kinder: Bertold (geboren 1913), Arnost (geboren 1923) und Renata (geboren 1926). Zuletzt lebte Rudolf mit seiner Frau und seinen zwei jüngeren Kindern in Prag in der Beethovenova 49 (sein Sohn Bertold lebte mit seiner Frau an einer anderen Prager Adresse). Am 15. Mai 1942 wurden Rudolf, Anna und Renata mit dem Transport Au 1 (seine Nummer auf dem Transport lautete 556) von Prag nach Theresienstadt deportiert. Von hier wurde er mit seiner Frau und seiner Tochter mit dem Transport Dm (seine Nummer auf dem Transport lautete 4370) am 6. September 1943 nach Auschwitz deportiert. Rudolf Perutz hat die Shoah nicht überlebt. Seine Frau Anna wurde ebenfalls ermordet, auch die drei Kinder haben die Shoah nicht überlebt: Bertold und seine Frau starben in Lublin. Arnost wurde bereits 1941 deportiert und starb in Auschwitz. Renata starb ebenfalls in Auschwitz. |
|                                     | HIER WOHNTE EMIL SCHLING GEB. 1881 DEPORTIERT 1942 NACH THERESIENSTADT ERMORDET MALY TROSTINEC                  | Teplice, Lipová 413 ·                                            | Emil Schling, tschechisch Emil Šling, wurde am 14. Mai 1881 geboren. Er war Fabrikant und verheiratet mit Klara geb. Kraus. Das Paar hatte drei Kinder: Martha (geboren 1907), Alice (geboren 1909) und Otto geboren 1912. Die Familie lebte zumindest 1912 in Nová Cerekev, wo Sohn Otto geboren wurde. Nach dem Ersten Weltkrieg zog die Familie nach Teplice, da Emil Mitinhaber einer Papierfabrik in Podmokly wurde. Emils Frau Klara starb 1933. Seine Letzte Adresse vor der Deportation war die Havelská 7 in Prag. Am 27. Juli 1942 wurde er mit dem Transport AAu (seine Nummer auf dem Transport war die 499) von Prag nach Theresienstadt deportiert. Von hier wurde er am 25. August 1942 ins Vernichtungslager Maly Trostinez deportiert (seine Nummer auf diesem Transport war die 783). Emil Schling hat die Shoah nicht überlebt. Mit Emil Schling wurde auch Eliška Schlingová (geboren 1890), zuvor in Prag an derselben Adresse wohnhaft, deportiert. Auch sie hat nicht überlebt. Sohn Otto kämpfte im Spanischen Bürgerkrieg, war in London im Exil, kehrte 1945 in die Tschechoslowakei zurück, wurde Politiker und 1952 im Slánský-Prozess zum Tode verurteilt und hingerichtet. |
|                                     | HIER WOHNTE GRETE SCHÜCKOVÁ GEB. 1896 DEPORTIERT 1942 NACH RIGA ERMORDET EBENDORT                               | Teplice, Krupská 22/37 ·                                         | Grete Schücková geb. Kann wurde am 8. April 1896 in Teplice geboren. Ihre Eltern waren Adolf Kann und Bedřiška (Friderika) Kannová. Grete hatte vier Geschwister: Erwin, Gertud, Edith und Herbert. Sie war mit Josef Schück verheiratet. Vor ihrer Deportation war sie in Prag gemeldet. Am 30. Juli 1942 wurde sie mi dem Transport AAc (ihre Nummer auf dem Transport war die 910) von Prag nach Theresienstadt deportiert. Am 20. August 1942 wurde sie mit dem Transport Bb (ihre Nummer auf dem Transport war die 376) nach Riga deportiert. Grete Schücková hat die Shoah nicht überlebt. Auch Gretes Ehemann und ihre Eltern haben nicht überlebt. Josef wurde bereits 1941 deportiert (Theresienstadt) und wurde im Januar 1942 nach Riga deportiert. Ihre Eltern wurde 1942 erst nach Theresienstadt und schließlich nach Treblinka deportiert. |
|                                     | HIER WOHNTE DR. BRUNO SPITZER GEB. 1909 DEPORTIERT 1942 NACH THERESIENSTADT ERMORDET IN RAASIKU                 | Teplice, U Kamennych lázni 339 ·                                 | Bruno Spitzer wurde am 25. Oktober 1909 geboren. Er wohnte zuletzt in Prag in der Masná 19. Von hier wurde er am 12. Mai 1942 mit dem Transport Au (seine Nummer auf diesem Transport war die 946) von Prag nach Theresienstadt deportiert. Am 1. September 1942 wurde er von hier nach Raasiku deportiert. Bruno Spitzer hat die Shoah nicht überlebt. |
| Bild fehlt                          | HIER WOHNTE ALFRED URBACH GEB. 1859 DEPORTIERT 1942 NACH THERESIENSTADT ERMORDET 11.9.1942 EBENDORT             | Teplice, Vrchlického 1093/12                                     | Alfred Urbach wurde am 14. Juni 1859 in Hohenstadt geboren. Seine Eltern waren Alois Urbach und Beate, geborene Oppenheim. Alfred heiratete 1889 Klara, geborene Winterberg. Das Paar hatte fünf Kinder.: Kurt (geboren 1890), Walter (geboren 1891), Robert (geboren 1892), Rosa (geboren 1893) und Gertrud (geboren 1903) Die Familie lebte in Teplice in der Richard-Wagner-Str.12. Im März 1939 zogen zumindest Alfred und Klara nach Budweis, im Juli desselben Jahres nach Prag. In weiterer Folge lebte zumindest Klara in der Kaprova 12. Ihre letzte Adresse vor der Deportation (hier waren beide gemeldet) war die Radešovická 1331. Am 6. Juli 1942 wurden Alfred und seine Frau Klara mit dem Transport AAn (seine Nummer auf dem Transport war die 350) nach Theresienstadt deportiert. Laut Totenschein ist Alfred Urbach hier am 11. September 1942 an Morbus Parkinson verstorben. Alfred Urbachs Ehefrau Klara starb am 4. Mai 1943 ebenfalls in Theresienstadt. Ing. Walter Urbach starb bereits 1924. Über die weiteren Kinder ist nichts weiter bekannt, außer, dass sie zum Zeitpunkt des Todes von Alfred Urbach noch am Leben waren. |

## Žatec
In der Stadt Žatec wurden folgende Stolpersteine verlegt:
| Bild | Inschrift                                                                                        | Standort                     | Name, Leben |
| ---- | ------------------------------------------------------------------------------------------------ | ---------------------------- | --- |
|      | HIER WOHNTE KARL KAHN GEB. 1865 SELBSTMORD AUF DER FLUCHT                                        | Žatec, Volynskch Cechu 329 · | Karl Kahn wurde 1865 geboren. Er handelte mit Hopfen. Er nahm sich das Leben, um sich dem Zugriff der Nationalsozialisten zu entziehen. |
|      | HIER WOHNTE HEINRICH LÖBL GEB. 1881 DEPORTIERT 1942 NACH THERESIENSTADT ERMORDET 1942 IN IZBICA  | Žatec, Masarykova 9/637 ·    | Heinrich Löbl, auch Jindřich Löbl, wurde am 15. Februar 1881 geboren. Er wurde am 22. Februar 1942 mit dem Transport Y (sein Nummer auf diesem Transport war die 500) von Kladno nach Theresienstadt deportiert. Von hier wurde er am 17. März 1942 mit dem Transport Ab (seine Nummer auf diesem Transport war die 937) ins Ghetto Izbica deportiert. Jindřich Löbl hat die Shoah nicht überlebt. |
|      | HIER WOHNTE SOPHIE LÖBLOVÁ GEB. 1880 DEPORTIERT 1942 NACH THERESIENSTADT ERMORDET 1942 IN IZBICA | Žatec, Masarykova 9/637 ·    | Sophie Löblová, auch Žofie Löblová, wurde am 19. Juli 1880 geboren. Sie wurde am 22. Februar 1942 mit dem Transport Y (ihre Nummer auf diesem Transport war die 501) von Kladno nach Theresienstadt deportiert. Von hier wurde sie am 17. März 1942 mit dem Transport Ab (ihre Nummer auf diesem Transport war die 938) ins Ghetto Izbica deportiert. Žofie Löblová hat die Shoah nicht überlebt.  |

## Verlegedaten
- 15. Juni 2011: Teplice (Irma Bloch, Lisbeth Feldstein, Heinrich Lederer, Hugo Löbl, Rudolf Perutz, Emil Schling, Dr. Bruno Spitzer, Alfred Urbach)
- 17. Juli 2013: Teplice
- 12. September 2014: Děčín und Žatec